# Aéroport de déroutement

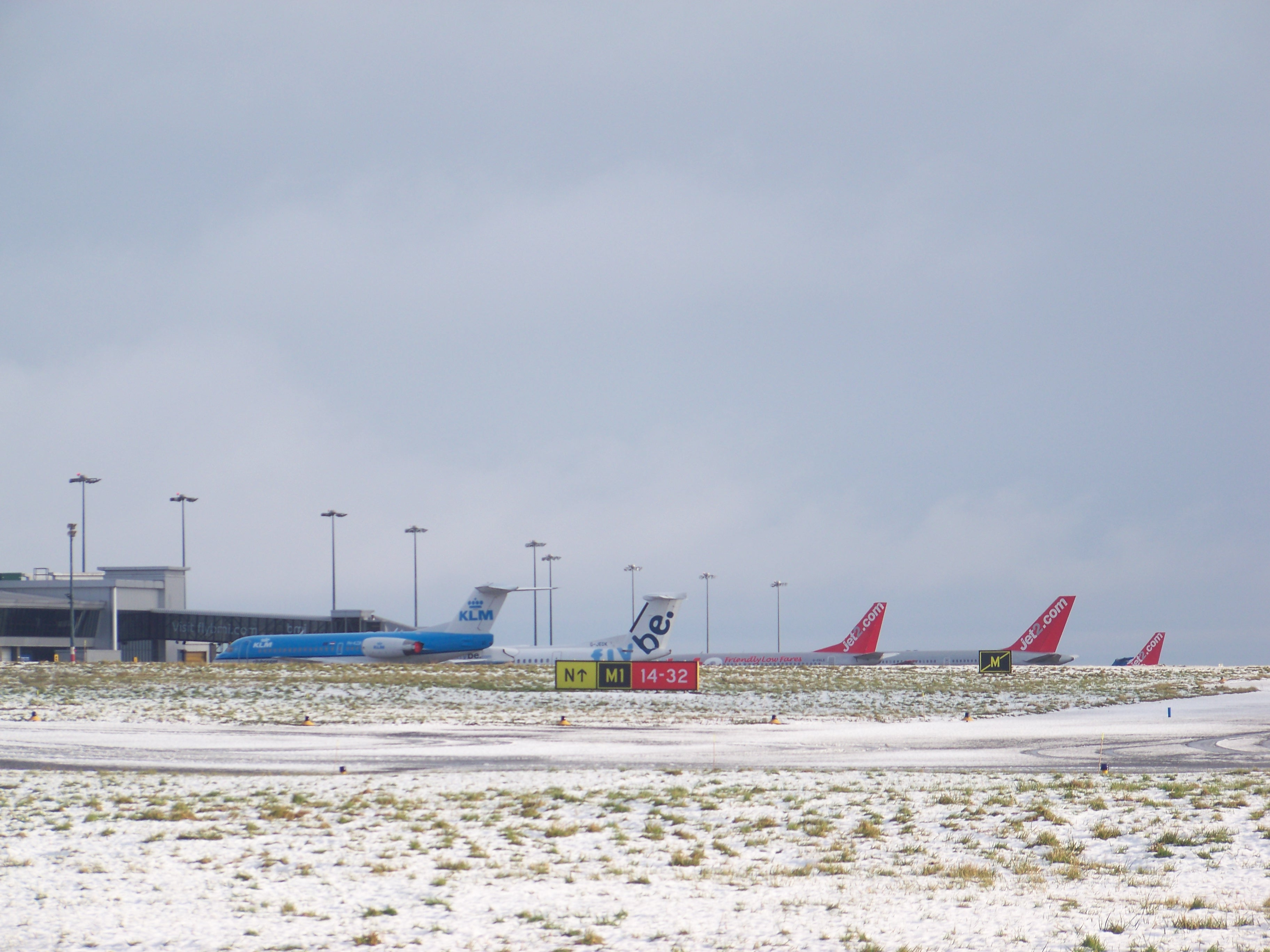
Des chutes de neige soudaines peuvent rendre un aéroport inutilisable et forcer les avions à l'arrivée à se diriger vers d'autres aéroports.

Les aéroports de déroutement sont des aéroports capables de gérer un avion classé ETOPS lors d'un atterrissage d'urgence et dont la distance de vol au point d'urgence ne doit pas dépasser la durée de déroutement ETOPS de cet avion.
Tout aéroport désigné comme aéroport de déroutement "en route" doit disposer des installations nécessaires pour prendre en charge cet aéronef en toute sécurité, et les conditions météorologiques au moment de l'arrivée doivent permettre un atterrissage en toute sécurité avec un moteur ou des systèmes défaillants.
Un vol ETOPS/LROPS peut être effectué uniquement si les aéroports de déroutement sont disponibles pendant toute la durée du vol.

## Liste des aéroports de déroutement
| Aéroport                                   | Pays        | Lieu                    |
| ------------------------------------------ | ----------- | ----------------------- |
| Aéroport international de Bangor           | États-Unis  | Maine                   |
| Aéroport international de Gander           | Canada      | Terre-Neuve             |
| Base des Forces canadiennes Goose Bay      | Canada      | Terre-Neuve-et-Labrador |
| Aéroport international Stanfield d'Halifax | Canada      | Nouvelle-Écosse         |
| Aéroport international de Keflavík         | Islande     | Islande                 |
| Aéroport de Shannon                        | Irlande     | Comté de Clare          |
| Aéroport international L.F. Wade           | Royaume-Uni | Bermudes                |
| Base aérienne de Lajes                     | Portugal    | Açores                  |
| Aéroport de Santa Maria                    | Portugal    | Açores                  |
| Aéroport Humberto Delgado de Lisbonne      | Portugal    | Région de Lisbonne      |
| Aéroport de Gran Canaria                   | Espagne     | Îles Canaries           |
| Aéroport de Tenerife-Nord                  | Espagne     | Tenerife                |
| Aéroport de Tenerife-Sud                   | Espagne     | Tenerife                |
| Aéroport international Amílcar-Cabral      | Cap-Vert    | Sal                     |
| RAF Ascension Island                       | Royaume-Uni | Île de l'Ascension      |
| Aérodrome de Fernando de Noronha           | Brésil      | Fernando de Noronha     |
| Aéroport du Grand Natal                    | Brésil      | Natal                   |
| Aéroport international de Fortaleza        | Brésil      | Fortaleza               |
| Aéroport international de Recife           | Brésil      | Recife                  |
| Aéroport international Félix-Éboué         | France      | Guyane                  |
| Aéroport Guadeloupe - Pôle Caraïbes        | France      | Guadeloupe              |

| Aéroport                                          | Pays                        | Lieu                 |
| ------------------------------------------------- | --------------------------- | -------------------- |
| Aéroport d'Henderson Field                        | États-Unis                  | Îles Midway          |
| Aéroport international Mataveri                   | Chili                       | Île de Pâques        |
| Aéroport international Cassidy                    | Kiribati                    | Île Christmas        |
| Aéroport international de Tahiti-Faaa             | France                      | Tahiti               |
| Base aérienne de Wake Island                      | États-Unis                  | Wake                 |
| Aéroport international des îles Marshall          | Îles Marshall               | Rairok               |
| Base de Bucholz                                   | États-Unis                  | Kwajalein            |
| Aéroport de King Salmon                           | États-Unis                  | Alaska               |
| Base d'Eareckson                                  | États-Unis                  | Îles Aléoutiennes    |
| Aéroport de Cold Bay                              | États-Unis                  | Cold Bay             |
| Aéroport de Lihue                                 | États-Unis                  | Kauai                |
| Aéroport de Kahului                               | États-Unis                  | Maui                 |
| Aéroport international d'Hilo                     | États-Unis                  | Hawaï                |
| Aéroport international de Kon                     | États-Unis                  | Hawaï                |
| Aéroport international de Rarotonga               | Îles Cook                   | Rarotonga            |
| Aéroport international de Niue                    | Niue                        | Niue                 |
| Aéroport d'Apia                                   | Samoa                       | Samoa                |
| Aéroport de Suva-Nausori                          | Fidji                       | Viti Levu            |
| Aéroport international Bauerfield                 | Vanuatu                     | Éfaté                |
| Aéroport international de Nouméa-La Tontouta      | France                      | Nouvelle-Calédonie   |
| Aéroport international de Pohnpei                 | États fédérés de Micronésie | Pohnpei              |
| Aéroport d'Enewetak                               | États fédérés de Micronésie | Eniwetok             |
| Aéroport international de Chuuk                   | États fédérés de Micronésie | Weno                 |
| Aéroport international Antonio-B.-Won-Pat de Guam | États-Unis                  | Guam                 |
| Aéroport international de Saipan                  | États-Unis                  | Saipan               |
| Aéroport international de Vancouver               | Canada                      | Colombie-Britannique |

| Aéroport                                         | Pays                           | Lieu                      |
| ------------------------------------------------ | ------------------------------ | ------------------------- |
| Aéroport international d'Anchorage Ted-Stevens   | États-Unis                     | Alaska                    |
| Aéroport de Longyearbyen                         | Norvège                        | Svalbard                  |
| Base aérienne de Thulé                           | Danemark (géré par États-Unis) | Groenland                 |
| Aéroport de Kangerlussuaq                        | Danemark                       | Groenland                 |
| Aéroport d'Iqaluit                               | Canada                         | Nunavut                   |
| Aéroport de Churchill                            | Canada                         | Manitoba                  |
| Aéroport international Erik Nielsen de Whitehors | Canada                         | Yukon                     |
| Aéroport de Yellowknife                          | Canada                         | Territoires du Nord-Ouest |
| Aéroport de Wiley Post–Will Rogers Memorial      | États-Unis                     | Alaska                    |
| Aéroport de Bratsk                               | Russie                         | Oblast d'Irkoutsk         |
| Aéroport international d'Irkoutsk                | Russie                         | Oblast d'Irkoutsk         |
| Aéroport d'Alykel                                | Russie                         | Kraï de Krasnoïarsk       |
| Aéroport de Novossibirsk-Tolmatchevo             | Russie                         | Oblast de Novossibirsk    |
| Aéroport de Tiksi                                | Russie                         | République de Sakha       |
| Aéroport d'Iakoutsk                              | Russie                         | République de Sakha       |
| Aéroport de Mirny                                | Russie                         | République de Sakha       |
| Aéroport de Tchoulman                            | Russie                         | République de Sakha       |
| Aéroport de Pevek                                | Russie                         | Tchoukotka                |

| Aéroport                              | Pays                              | Lieu                  |
| ------------------------------------- | --------------------------------- | --------------------- |
| Aéroport de Socotra                   | Yémen                             | Socotra               |
| Aéroport international des Seychelles | Seychelles                        | Mahé                  |
| Aéroport de La Réunion-Roland-Garros  | France                            | La Réunion            |
| Aéroport international de Malé        | Maldives                          | Hulhulé               |
| Base de Diego Garcia                  | Royaume-Uni (géré par États-Unis) | Diego Garcia          |
| Aéroport des îles Cocos               | Australie                         | West Island           |
| Base aérienne de Learmonth            | Australie                         | Australie-Occidentale |